# هامستول ريدوير
هامستول ريدوير هي قرية وأبرشية مدنية تقع في مقاطعة ليتشفيلد في ستافوردشاير- إنجلترا. وهي تقع على نهر الترينت بالقرب من قرى ريدوير هيل، ريدوير مافيسن وريدوير بايب. وتقع على بعد على بعد ثمانية أميال شمال مقاطعة ليتشفيلد ، وكذلك أربعة أميال شرق روجلي. وقرية الزيتون الأخضر تقع شرق القرية على إشارة الشبكة SK116187.
يوجد داخل القرية أطلال هامستول هول المدرجة من الدرجة الثانية.
هامستول ريدوير هو أيضا اسم واحد من اثنين من أعضاء نادي سدناي للموسيقى الإلكترونية والذي مقرهم في المملكة المتحدة.